# Île Garo (Landéda)
Ne doit pas être confondu avec l'île Garo de Loctudy
L'île Garo est une île du Finistère, en Bretagne. Elle est située sur le territoire de la commune de Landéda, au large de l'embouchure de l'Aber-Benoît.

## Histoire
Selon les sources, son nom proviendrait de :
- garo (rugueux en breton)[1]. C'est un motif récurrent dans la désignation des îles en celtique : An Garbh-Eilean et Garbh Eileach en Ecosse, Meall Garbh et An tOileán Garbh en Irlande.
- gawr ou karv (cerf en breton) et s'expliquerait par la présence avant la conversion au christianisme sur cette île ou à proximité d'un lieu de culte consacré à la divinité celte Cernunnos[2].

Elle a été habitée jusqu'à la fin du XIXe siècle puis par intermittence jusqu'à la Seconde Guerre mondiale. On y cultiva des champs et on y éleva des chevaux jusqu'au milieu du XXe siècle. Un incendie de la ferme obligea les propriétaires à rejoindre leur commune de Saint-Pabu.
Dans les années 70, l'île était une réserve de lapins, entretenue par une société de chasse. Un grand terrain était encore cultivé et servait surtout à nourrir les lapins, présents par milliers.